# Epitonium turtonae
Epitonium turtonae är en snäckart. Epitonium turtonae ingår i släktet Epitonium och familjen vindeltrappsnäckor. Inga underarter finns listade i Catalogue of Life.